# 漢考克縣 (肯塔基州)
漢考克縣（英語：Hancock County）是美國肯塔基州西北部的一個縣，北隔俄亥俄河與印地安納州相望。面積515平方公里。根据美國2000年人口普查，共有人口8,392人。縣治霍斯維爾 (Hawesville)。
成立於1829年3月1日，3月23日組成縣政府。以《美國獨立宣言》首名簽署者約翰·漢考克命名。